# Gynanisa
Gynanisa is een geslacht van vlinders uit de familie nachtpauwogen (Saturniidae). De wetenschappelijke naam van het geslacht is voor het eerst geldig gepubliceerd in 1855 door Francis Walker.
De typesoort van het geslacht is Saturnia isis Duncan & Westwood, 1841(= Saturnia maja Klug, 1836)

## Soorten
- Gynanisa albescens Sonthonnax, 1904
- Gynanisa arba Darge, 2008
- Gynanisa ata Strand, 1911
- Gynanisa basquini Bouyer, 2008
- Gynanisa carcassoni Rougeot, 1974
- Gynanisa commixta Darge, 2008
- Gynanisa hecqui Darge, 1992
- Gynanisa jama Rebel, 1915
- Gynanisa kenya Darge, 2008
- Gynanisa maja Klug, 1836
- Gynanisa meridiei Darge, 2008
- Gynanisa minettii Darge, 2003
- Gynanisa nigra Bouvier, 1927
- Gynanisa thiryi Bouyer, 1992
- Gynanisa uganda Darge, 2008
- Gynanisa westwoodi Rothschild, 1895
- Gynanisa zimba Darge, 2008